# Newark (Misuri)
Newark es una villa ubicada en el condado de Knox en el estado estadounidense de Misuri. En el Censo de 2010 tenía una población de 94 habitantes y una densidad poblacional de 112,36 personas por km².

## Geografía
Newark se encuentra ubicada en las coordenadas 39°59′40″N 91°58′25″O / 39.99444, -91.97361. Según la Oficina del Censo de los Estados Unidos, Newark tiene una superficie total de 0.84 km², de la cual 0.84 km² corresponden a tierra firme y (0%) 0 km² es agua.

## Demografía
Según el censo de 2010, había 94 personas residiendo en Newark. La densidad de población era de 112,36 hab./km². De los 94 habitantes, Newark estaba compuesto por el 90.43% blancos, el 2.13% eran afroamericanos, el 1.06% eran amerindios, el 0% eran asiáticos, el 0% eran isleños del Pacífico, el 0% eran de otras razas y el 6.38% pertenecían a dos o más razas. Del total de la población el 1.06% eran hispanos o latinos de cualquier raza.